# Agrotis boetica
Agrotis boetica là một loài bướm đêm trong họ Noctuidae.